# 南海楼梯草
南海楼梯草（学名：Elatostema edule），或稱食用樓梯草，是荨麻科楼梯草属的植物。分布在台湾岛、菲律宾以及中国大陆的海南等地，生长于海拔1,000米的地区，多生长于山谷沟边及密林中，目前尚未由人工引种栽培。

## 扩展阅读
- 維基物種上的相關：南海楼梯草